# Џексонвил џагуарси
Џексонвил џагуарси (енгл. Jacksonville Jaguars) су професионални тим америчког фудбала са седиштем у Џексонвилу на Флориди. Утакмице као домаћини играју на стадиону Џексонвил мунисипијал. Такмиче се у АФЦ-у у дивизији Југ. Клуб је основан 1995. и до сада није мењао назив.
„Џагуарси“ нису били до сада шампиони НФЛ-а. Маскота клуба је јагуар „Џексон де Вил“.